# Maria Anna av Österrike (1610–1665)
Maria Anna av Österrike, född 1610, död 1665, var kurfurstinna av Bayern och Pfalz som gift med Maximilian I av Bayern. Hon var Bayerns regent under sin son Ferdinand Marias omyndighet mellan 1651 och 1654.

## Biografi
Maria Anna var dotter till Ferdinand II, tysk-romersk kejsare, och Maria Anna av Bayern. Maria Anna, som hade en speciell förkärlek för jakt, uppfostrades som sträng katolik av jesuiterna, ansågs vara en stor skönhet, och talade flytande italienska.
Hon gifte sig med sin morbror, kurfursten Maximilian I av Bayern i Wien 1635. Äktenskapet arrangerades för att skaffa monarken arvingar efter hans första barnlösa äktenskap. 
Maria Anna beskrivs som intelligent, försiktig, energisk och ekonomisk. Till skillnad från den förra gemålen, var hon politiskt aktiv, deltog i regeringssammanträden och företrädde bayerskt oberoende. Hon stöttade sin man i regeringsärenden och visade intresse för politik. Hon deltog personligen i ministerrådets möten. Med sin bror kejsar Ferdinand III upprätthöll hon en detaljerad familje- men också politisk korrespondens, där hon representerade den bayerska synen. Efter fransmännens erövring av Philippsburg 1644 uppmanade Maria Anna på sin mans vägnar sin bror Leopold Wilhelm, som varit överbefälhavare för den kejserliga armén sedan 1639, att förhandla om fred. 
Efter makens död 1651 tjänstgjorde hon som regent under sonen Ferdinand Marias omyndighet. År 1650, kort före sin död, hade Maximilian skrivit Treuherzige-informationen för sin hustru och därmed gett henne riktlinjer för hennes framtida förmyndarregering. Med anledning av valet av den tyske kungen 1653 ställde Maria Anna upp för sin brorson Ferdinand.
Hennes regeringstid avslutades när hennes son fyllde arton och förklarades myndig 1654. Hon fortsatte dock delta i politiken i egenskap som sin sons rådgivare, och var fortsatte medlem i statsrådet. Det rådde en motsättning mellan henne och hennes traditionella principer, och hennes svärdotter Henriette Adelheid av Savoyen, som var orienterad mot den nya italienska kulturen och älskade musik och dans, som hade gift sig med Ferdinand Maria 1652 och var ledare för det franska partiet vid Münchens hov.
Maria Anna avled 1665.